# SDM (rapper)
SDM (Meudon, 28 novembre 1995) è un rapper francese di origine congolese.

## Biografia
SDM nasce a Meudon, da genitori di origini congolesi. È il più giovane di 10 fratelli. Trascorre la sua adolescenza a Clamart.
Non vi sono certezze riguardo la sua identità civile. La maggior parte delle fonti (compresa la sua etichetta, Universal) lo identificano con Beni Mosabu, altre lo chiamano Leonard Beni Mosabu, altre ancora parlano di Leonard Manzambi. Talvolta si trova Sadam o Saddam come secondo nome, da cui deriverebbe il suo nome d'arte. Nei crediti delle sue canzoni i nomi Beni Mosabu e Leonard Manzambi compaiono spesso affiancati.
Suo padre, con il quale non è cresciuto, fu il produttore di Koffi Olomide, nonché parte dell'entourage del cantante congolese Fally Ipupa, mentre la madre svolge aiuti umanitari a Kinshasa. Durante la sua infanzia ha modo di scoprire diversi generi musicali, come l'afrobeat, la rumba congolese, il rhythm and blues e l'hip hop, in particolare 50 Cent.
Pare che sia stato in custodia di polizia all'età di 13 anni per aver rubato uno scooter di Domino's Pizza. In prima superiore ha abbandonato gli studi.

## Carriera
La sua carriera nel mondo del rap comincia nel 2011, all'età di 15 anni, con la pubblicazione di alcuni video amatoriali sotto lo pseudonimo di Sadam Kadafi 92. In alcuni di questi video rappa con un gruppo di amici, chiamato Microbe Thug'z.
Dopo alcuni anni di pausa, torna a fare musica nel 2015, e nel 2019 firma con l'etichetta 432 inc. Qualche mese dopo, viene notato dal rapper Booba, che lo condivide sul suo profilo Instagram. Successivamente, collabora con PLK al singolo Jack Fuego, ottenendo il suo primo disco d'oro, e all'inizio del 2020 firma per 92i, l'etichetta di Booba, con il quale pubblica il brano La zone.
Il 9 aprile 2021 viene reso disponibile il suo primo album in studio, dal titolo Ocho. Esso si compone di 18 brani, comprese collaborazioni con Booba, Bramsito, Fally Ipupa, PLK e Koba LaD. L'album viene ripubblicato a dicembre nell'edizione Deluxe con 10 tracce aggiuntive, tra cui Passat, realizzata insieme a Maes, che diventa il primo singolo dell'artista a raggiungere il disco di diamante.
Il suo secondo album, Liens du 100, esce il 2 dicembre 2022. L'album contiene 16 tracce e vanta la partecipazione di artisti come Green Montana, Niska e Tiakola. La traccia Bolide allemand, tratta dal disco, ottiene un notevole successo, anche grazie a TikTok, risultando essere, a fine 2023, la canzone più ascoltata dell'anno in Francia su Spotify e Apple Music, nonché la seconda su Deezer.
Il suo concerto all'Olympia di Parigi nell'aprile 2023 è stato ritenuto uno dei migliori dell'anno in Francia, e ha visto la partecipazione di numerosi ospiti di successo come Leto, Tiakola, PLK, Guy2Bezbar, Koba LaD, Aya Nakamura, Fally Ipupa, Green Montana, Zed, Zkr e Slkrack.

## Stile musicale
Il tratto distintivo di SDM è la voce profonda e aggressiva. Le sue canzoni sono caratterizzate da testi taglienti, spontanei e allegorici. Padroneggia molto bene anche la melodia.

## Discografia

### Album in studio
- 2021 – Ocho
- 2022 – Liens du 100
- 2024 – À la vie à la mort

### Singoli
- 2019 – Shottas
- 2019 – AVLD
- 2019 – Cala boca
- 2019 – Rule Number Five
- 2019 – PremieRôle
- 2019 – 12H
- 2019 – Jack Fuego (feat. PLK)
- 2020 – La Zone (feat. Booba)
- 2020 – A l'affût
- 2020 – Yakalelo
- 2020 – Minimum
- 2020 – Titulaires (feat. Koba LaD)
- 2020 – Prince de la calle
- 2021 – La vie de rêve
- 2021 – Van Damme
- 2021 – Daddy (feat. Booba)
- 2021 – Tue ça (con Koba LaD e Guy2Bezbar)
- 2021 – #Malentouré
- 2022 – R.A.S. (con Landy)
- 2022 – Gâchette
- 2022 – Redescends (feat. Tiakola)
- 2022 – Ragnar
- 2023 – Nous deux
- 2024 – Finalement (con Bekar)
- 2024 – Colisée (con Lacrim)
- 2024 – Ti ti ti (con Gradur e Rsko)
- 2024 – Merci
- 2024 – Toka (feat. Hamza)
- 2024 – Only You (con Soolking)
- 2025 – Tout dinner (con Naza)